# Zamarada anacantha
Zamarada anacantha là một loài bướm đêm trong họ Geometridae.